# Кальман, Имре
И́мре (Э́ммерих) Ка́льман (венг. Kálmán Imre, нем. Emmerich Kalman; 24 октября 1882 — 30 октября 1953) — венгерский композитор, автор популярных оперетт: «Сильва», «Баядера», «Принцесса цирка», «Фиалка Монмартра» и других. Творчество Кальмана завершает период расцвета венской оперетты.

## Биография
Имре Кальман родился в Шиофоке (Австро-Венгрия, ныне Венгрия), на берегу озера Балатон, в еврейской семье. Его отцом был уроженец Будапешта, торговец Карл Коппштейн (1850—1921), но Имре уже в гимназии сменил фамилию на Кальман. Мать — Паула Кальман-Коппштейн (урождённая Зингер, 1853—1923) — происходила из Вараждина. Учился на пианиста, однако из-за артрита переключился на композицию. Окончил в Будапеште музыкальную академию имени Ференца Листа, где с ним вместе учились Бела Барток, Альберт Сирмаи и Золтан Кодай.
В 1904 году Кальман работал музыкальным критиком в будапештской газете «Пешти Напло», одновременно много времени уделяя композиции.
Романсы и симфонические произведения Кальмана большого успеха не имели, зато Большую премию города Будапешта получил его цикл песен. По совету своего друга композитора Виктора Якоби Кальман решил попробовать силы в оперетте. Уже первая его оперетта «Татарское нашествие» (венг. Tatárjárás, 1908, Будапешт) восторженно встречена публикой и была поставлена в Вене, Нью-Йорке и Лондоне (под названием «Осенние манёвры»).

Имре Кальман в молодости

В 1908 году Кальман переехал в Вену, где закрепил свой успех опереттой «Цыган-премьер» (1912).
В военный 1915 год появилась самая популярная оперетта Кальмана, «Королева чардаша (Сильва)». Её ставили даже на другой стороне фронта, в том числе — в России (изменив фамилии персонажей и место действия).
В 1920-е годы наибольший успех имели три оперетты Кальмана: «Баядера» (1921) (здесь, кроме традиционных для него вальсов и чардашей, Кальман решил освоить новые ритмы: фокстрот и шимми), затем «Марица» (1924) и «Принцесса цирка» (1926).
В 1929 году Кальман женился на юной эмигрантке из Перми, актрисе Вере Макинской, которой посвятил впоследствии оперетту «Фиалка Монмартра». У них родились сын Карой и две дочери Лили и Ивонка.
В 1934 году Кальман был награждён французским орденом Почётного легиона.
После аншлюса Австрии, отказавшись от предложения стать «почётным арийцем», Кальман с семьёй эмигрировал — сначала в Париж (1938), затем в США (1940). Его оперетты были запрещены в нацистской Германии, две сестры Кальмана погибли в концлагерях.
В 1942 году Кальман развёлся с Верой, но через несколько месяцев они вновь воссоединились.
После разгрома нацизма, зимой 1948/1949 года, Кальман приехал в Европу, возложил венок на могилу Легара, затем вернулся в США. В 1949 году после инсульта был частично парализован. Затем самочувствие несколько улучшилось, и в 1951 году Кальман по настоянию Веры переехал в Париж, где спустя 2 года умер. Похоронен, согласно завещанию, в Вене на Центральном кладбище, рядом с Бетховеном, Брамсом и Моцартом. Последнюю оперетту Кальмана, «Arizona Lady», завершил его сын; премьера состоялась 1 января 1954 года в Городском театре Берна.

## Творчество

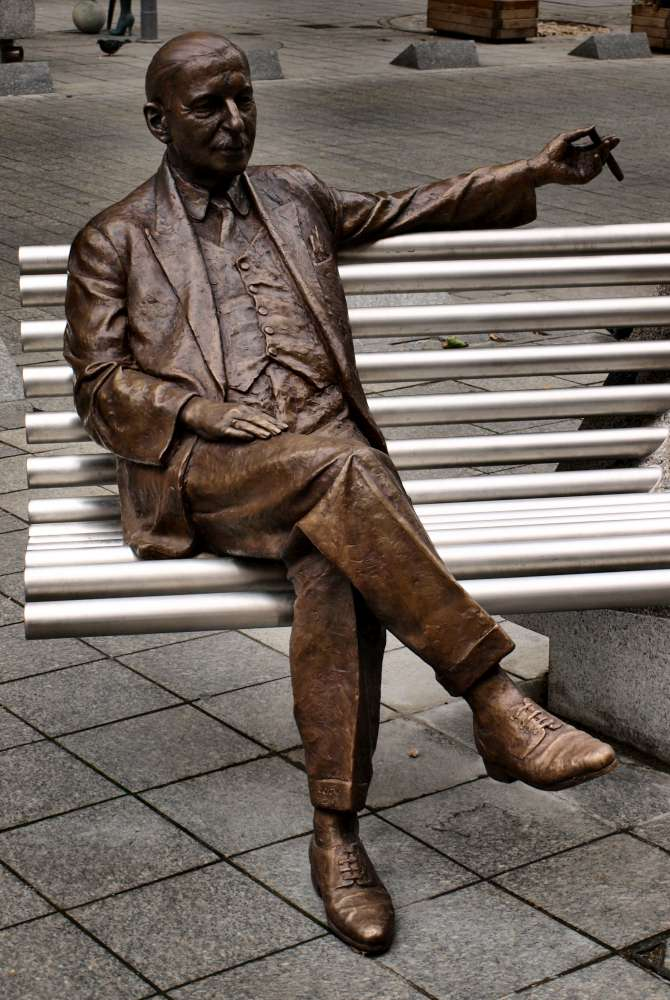
Памятник Имре Кальману напротив Будапештского театра оперетты

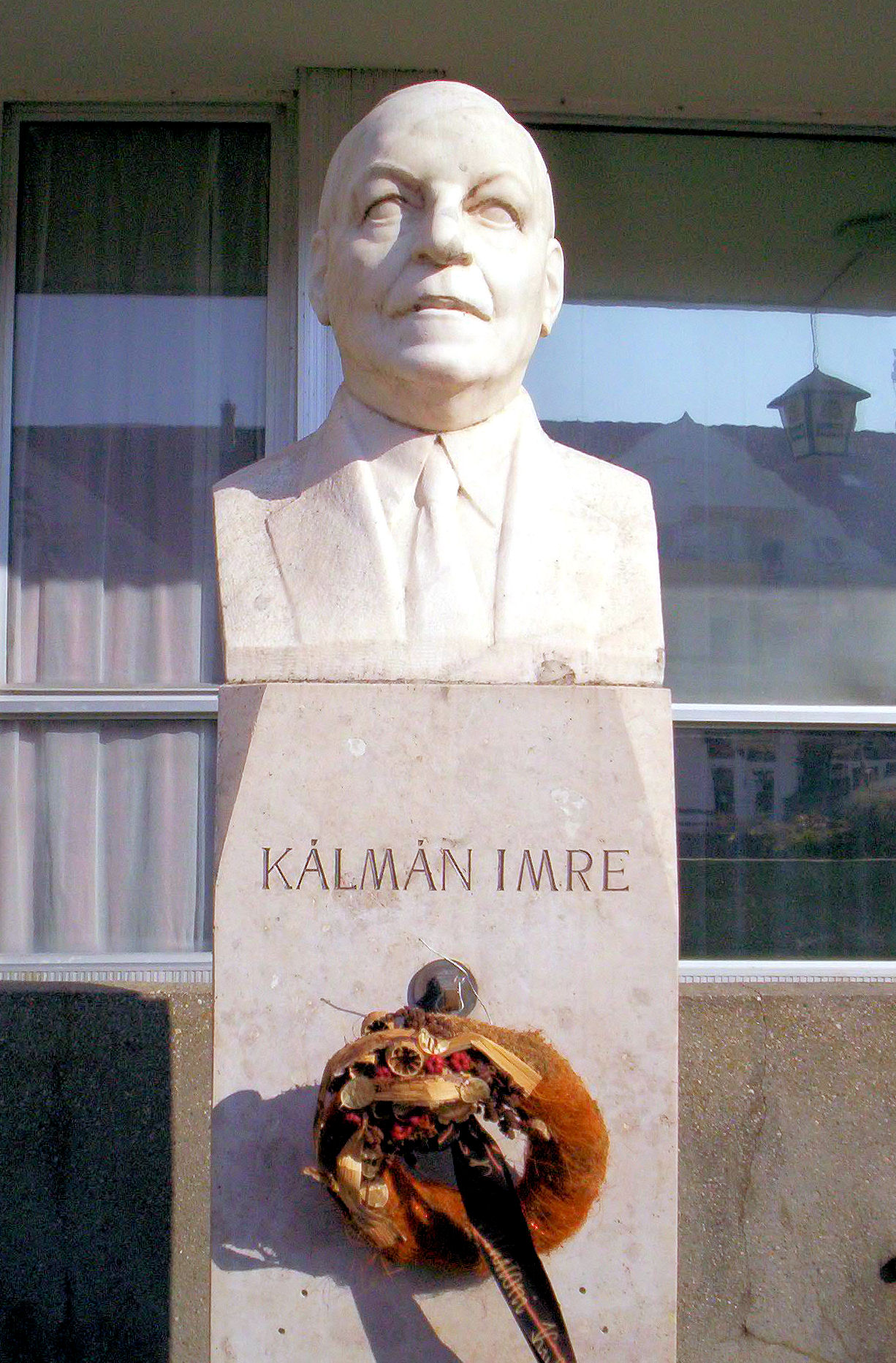
Памятник Имре Кальману в Шиофоке

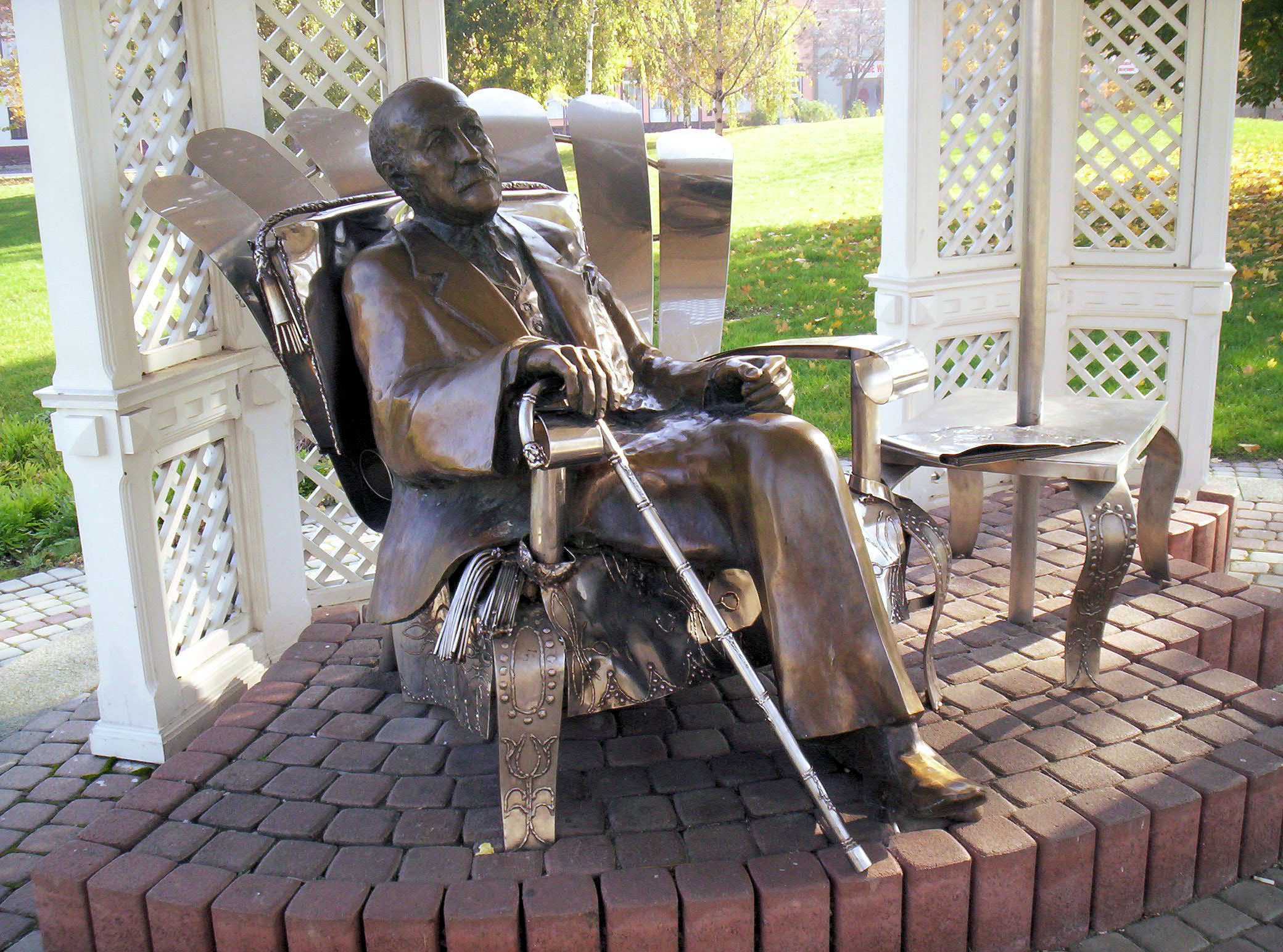
Скульптура Имре Кальмана в Шиофокском парке

Музыка Кальмана не имеет равных в оперетте по своей праздничности, «нарядности», отточенности мелодики и оркестровки. Она неизменно пронизана венгерскими мотивами — даже если персонаж индиец («Баядера»), русский («Принцесса цирка») или француз («Фиалка Монмартра»), но самая венгерская из оперетт Кальмана — «Марица».
- «Осенние манёвры» (венг. Tatárjárás, она же нем. Ein Herbstmanöver, 1908, Будапешт)
- «Солдат в отпуске» (венг. Az Obsitos, она же нем. Der gute Kamerad, 1910, Будапешт)
- «Маленький король» (нем. Der kleine König, 1912, Вена)
- «Цыган-премьер» (нем. Der Zigeunerprimás, 1912, Вена)
- «Королева чардаша (Сильва)» (нем. Die Csárdásfürstin, 1915, Вена)
- «Фея карнавала» (нем. Die Faschingsfee, 1917, Вена)
- «Голландочка» (нем. Das Hollandweibchen, 1920, Вена)
- «Баядера» (нем. Die Bajadere, 1921, Вена)
- «Марица» («Графиня Марица») (нем. Gräfin Mariza, 1924, Вена)
- «Принцесса цирка» (нем. Die Zirkusprinzessin, 1926, Вена)
- «Золотой рассвет» (англ. Golden Dawn, 1927, Нью-Йорк)
- «Герцогиня из Чикаго» (нем. Die Herzogin von Chicago, 1928, Вена)
- «Фиалка Монмартра» (нем. Das Veilchen vom Montmartre, 1930, Вена)
- «Дьявольский наездник» (нем. Der Teufelsreiter, 1932, Вена)
- «Императрица Жозефина» (нем. Kaiserin Josephine, 1936, Цюрих)
- «Маринка» (англ. Marinka, 1945, Нью-Йорк)
- «Аризонская леди» (англ. Arizona Lady, 1953, Берн)

## Память
- В честь композитора назван астероид (4992) Кальман.
- В родном городе Кальмана, Шиофоке создан музей Кальмана и установлен памятник композитору.
- В Австрийской национальной библиотеке открыта мемориальная комната Кальмана.
- Кальман изображён на австрийской почтовой марке 1982 года.
- Музыка исландского футбольного гимна (Ég er kominn heim — «Возвращение домой»), написанная Одином Вальдимарссоном, представляет собой переложение мелодии из оперетты Кальмана «Фиалка Монмартра»[5].

Ряд документальных и художественных фильмов посвящены жизни Кальмана.
- 1958 Х/ф «Der Czardas-König» (реж. Харальд Филип, ФРГ)
- 1959 Д/ф «Композитор Имре Кальман» (о жизни и творчестве Кальмана рассказывает Григорий Ярон), СССР
- 1985 Х/ф «Загадка Кальмана» (реж. Дьёрдь Палашти, СССР, Венгрия)

## Экранизации произведений Кальмана

### В СССР
- 1944 — «Сильва»
- 1958 — «Мистер Икс»
- 1975 — «Под крышами Монмартра»
- 1981 — «Сильва»
- 1982 — «Принцесса цирка»
- 1983 — «Карамболина-карамболетта»
- 1985 — «Марица»

### В других странах
- 1929 — «Цыган-премьер» (англ.) на сайте Internet Movie Database (нем. Der Zigeunerprimas), Германия.
- 1931 — «Фея карнавала» (англ.) на сайте Internet Movie Database (нем. Die Faschingsfee), Германия.
- 1932 — «Графиня Марица» (англ.) на сайте Internet Movie Database (нем. Gräfin Mariza), Германия.
- 1934 — «Княгиня чардаша» (англ.) на сайте Internet Movie Database (фр. Princesse Czardas), Франция.
- 1934 — «Княгиня чардаша» (англ.) на сайте Internet Movie Database (нем. Die Czardasfürstin), Германия.
- 1951 — «Княгиня чардаша» (нем. Die Csardasfürstin), ФРГ, с Марикой Рёкк.
- 1958 — «Марица» (нем. Gräfin Mariza), ФРГ.
- 1970 — «Принцесса цирка» (англ.) на сайте Internet Movie Database (нем. Die Zirkusprinzessin), телепостановка, ФРГ — Австрия.
- 1971 — «Княгиня чардаша» (англ.) на сайте Internet Movie Database (нем. Die Czardasfürstin), ФРГ — Венгрия — Австрия, с Анной Моффо, шла в СССР.
- 1974 — «Графиня Марица» (англ.) на сайте Internet Movie Database (нем. Gräfin Mariza), ФРГ.